# توريتو
توريتو (بالإيطالية: Toritto)‏ هي بلدة وبلدية في مقاطعة باري في إقليم بوليا في جنوب إيطاليا.

## السكان
في سنة 1861 بلغ عدد السكان 4٬988 نسمة، وتطور العدد ليصل في سنة 2011 لـ 8٬551 نسمة.
يظهر هذا المخطط البياني تطور النمو السكاني لـ توريتو